# Bombaška afera

Bombaška afera (« l'affaire de la bombe ») est le nom donné à un procès intenté au Monténégro en 1908 contre des tenants de l'idéologie grand-serbe qui avaient organisé des attentats contre le Monténégro.

## Plan
Un groupe d'étudiants monténégrins basés à Belgrade et organisés par la Main Noire essaya en 1907 de tuer le monarque monténégrin Nikola Ier Petrović, ainsi que ses proches collaborateurs. La Main Noire considérait le prince comme un adversaire de l'union des Serbes.

## Le complot
Seize bombes furent secrètement introduites de Serbie au Montenegro, par deux voies : elles furent transportées par Vaso Ćulafić à travers le Sandžak et par Stevan Rajković, un typographe de Cetinje, à travers les bouches de Kotor. C'est aussi par Kotor, alors en Autriche-Hongrie, qu'arrivèrent les principaux conspirateurs, Jovan Đonović, Todor Božović, Đuro et Petar Novaković, où les attendait Marko Daković.

## L'arrestation
Informée, la police monténégrine réagit rapidement et arrêta Rajkovića, arrivé avec ses bombes à Cetinje. Un autre porteur de bombe, Ćulafić, fut aussi arrêté. La police enquêta et découvrit bientôt l'ensemble de la conspiration et procéda à de nombreuses arrestations.

## Le procès
Le procès se déroula à Cetinje du 12 mai au 27 juin 1908. Des 53 accusés, 50 furent condamnés, dont six à la peine de mort, mais Nikola Ier les gracia. Les autres accusés reçurent de trois à vingt ans de prison.

## Épilogue
L'année suivante eut lieu une nouvelle conspiration du même type, la Kolašinska afera.